# Ashraf Dehghani
Ashraf Dehghani (persisch اشرف دهقانی Aschraf Dehghani; * 1948 in Täbris, Iran) ist eine iranische Kommunistin und Politikerin. Sie ist Mitglied der Volksfedajin-Guerilla Iran (IPFG).

## Leben
Im Jahr 1971 gründete Dehghani zusammen mit ihrem Bruder Behrouz Dehghani und anderen die Organisation der Volksfedajin-Guerilla Iran (OFPG). Sie wurde kurze Zeit später vom iranischen Geheimdienst SAVAK verhaftet und gefoltert. Zwei Jahre später gelang es ihr, zu flüchten. Sie schrieb daraufhin ihr Buch Folter und Widerstand im Iran. 1979 trat sie aus der OFPG aus und gründete die Volksfedajin-Guerilla Iran (IFPG). Sie warf der OFPG vor, sich vom bewaffneten Kampf losgesagt zu haben.
Bis zu ihrer Flucht aus der Islamischen Republik Iran Anfang der 1980er Jahre war sie Agitatorin unter Arbeitern und Bauern, während der Revolution in Teheran und Täbris später in Kurdistan.
Heute lebt Dehghani als Oppositionsführerin an einem unbekannten Ort im Exil.